# Llista de Faules de Jean de La Fontaine
Aquest article conté una llista de faules de Jean de La Fontaine.
| Índex A B C D E F G H I J K L M N O P Q R S T U V W X Y Z |

## A
- De l'acabalat i del simi ( Du thésauriseur et du singe)
- L'àguila i l'escarabat (L'Aigle et l'Escarbot)
- L'àguila i la garsa (L'Aigle et la Pie)
- L'àguila i el mussol (L'Aigle et le Hibou)
- L'àguila, la truja-fera i la gata (L'Aigle, la Laie, et la Chatte)
- Les alforges (La Besace)
- L'alosa i la seva cria, amb l'amo d'un camp (L'Alouette et ses petits, avec le Maître d'un champ)
- L'amor i la follia (L'Amour et la Folie)
- Un animal dins la Lluna (Un Animal dans la Lune)
- Els animals atacats per la pesta (Les Animaux malades de la Peste)
- L'aranya i l'oreneta (L'Araignée et l'Hirondelle)
- L'ase carregat d'esponges i l'ase carregat de sal (L'Âne chargé d'éponges, et l'Âne chargé de sel)
- L'ase i el gos (L'Âne et le Chien)
- L'ase i el gosset (L'Âne et le petit Chien)
- L'ase i els seus amos (L'Âne et ses Maîtres)
- L'ase que portava unes relíquies (L'Âne portant des reliques)
- L'ase revestit amb la pell d'un lleó (L'Âne vêtu de la peau du Lion)
- L'astròleg que va caure dins un pou (L'Astrologue qui se laisse tomber dans un puits)
- L'avantatge de la ciència (L'Avantage de la Science)
- L'avar que ha perdut el tresor (L'Avare qui a perdu son trésor)

(20 faules)

## B
- Els borinots i les abelles (Les Frelons et les Mouches à miel)
- El bosc i el llenyataire (La Forêt et le Bûcheron)

(2 faules)

## C
- El camell i els bastons flotants (Le Chameau et les Bâtons flottants)
- El camperol del Danubi (Le Paysan du Danube)
- El camperol i el serpent (Le Villageois et le serpent)
- El cap i la cua del serpent (La tête et la queue du serpent)
- El carreter encallat (Le Chartier embourbé)
- El cavall i el llop (Le Cheval et le Loup)
- El cavall i l'ase (Le Cheval et l'Âne)
- El cavall que buscà com venjar-se del cérvol (Le Cheval s'étant voulu venger du Cerf)
- El cérvol es veu dins l'aigua (Le Cerf se voyant dans l'eau)
- El cérvol i la vinya (Le Cerf et la Vigne)
- El cérvol malalt (Le Cerf malade)
- La cigala i la formiga (La Cigale et la Fourmi)
- El cigne i el cuiner (Le Cygne et le Cuisinier)
- El ciri (Le Cierge)
- El clergue i el mort (Le Curé et le Mort)
- El col·legial, el pedant i el propietari d'un jardí
- El colom i la formiga (La Colombe et la fourmi)
- El combat de les rates i les musteles (Le combat des rats et des belettes)
- Els companyons d'Ulisses (Les compagnons d'Ulysse)
- Els conills (Les Lapins)
- Un consell celebrat per les rates (Conseil tenu par les rats)
- Contra certes persones de gust difícil (Contre ceux qui ont le goût difficile)
- Conversa amb Madame de la Sablière (Discours à Madame de la Sablière)
- El corb i el renard (Le Corbeau et le Renard)
- El corb, la gasela, la tortuga i el rat (Le Corbeau, la Gazelle, la Tortue, et le Rat)
- El corb que volia imitar l'àguila (Le Corbeau voulant imiter l'Aigle)
- La cort del lleó (La Cour du Lion)
- El cranc i la seva filla (L'Écrevisse et sa fille)

(28 faules)

## D
Dedicatòries
- A Madame de Montespan (xx)
- A Monsenyor el Duc de Borgonya (xx)

- Demòcrit i els abderians (Démocrite et les Abdéritains)
- Els desigs (xx)
- Els Déus proposant-se d'instruir un fill de Júpiter (*Les Dieux voulant instruire un fils de Jupiter)
- La diligència i la mosca (xx)
- El dipositari infidel (Le Dépositaire infidèle)
- La discòrdia (La Discorde)
- La dona ofegada (xx)
- Les dones i el secret (xx)
- Els dos amics (Les Deux Amis)
- Els dos aventurers i el talismà (Les Deux Aventuriers et le Talisman)
- Els dos braus i una granota (Les Deux Taureaux et une grenouille)
- Els dos coloms (Les Deux Pigeons)
- Els dos galls (Les Deux Coqs)
- Els dos gossos i l'ase mort (Les Deux Chiens et l'Âne mort)
- Els dos muls (Les Deux Mulets)
- Els dos papagais, el rei i el seu fill (*Les Deux Perroquets, le Roi, et son fils)
- Els dos rats, el renard i l'ou (Les Deux Rats, le Renard, et l'Œuf)
- El dragó de molts caps i el dragó de moltes cues (Le Dragon à plusieurs têtes et le Dragon à plusieurs queues)
- Les dues cabres (Les Deux Chèvres)

(21 faules)

## E
- L'educació (L'Éducation)
- L'elefant i el simi de Júpiter (L'Éléphant et le Singe de Jupiter)
- L'embriac i la seva dona (L'Ivrogne et sa Femme)
- Les endevinaires (Les Devineresses)
- L'enterrador i el seu compare (L'Enfouisseur et son Compère)

Epílegs
- Epíleg dels llibres I al VI
- Epíleg del llibre XI

- L'escultor i l'estàtua de Júpiter (Le Statuaire et la Statue de Jupiter)
- Les exèquies de la lleona (Les Obsèques de la Lionne)

(9 faules)

## F
- El falcó i el capó (Le Faucon et le Chapon)
- Febus i Bòreas (Phébus et Borée)
- Filomela i Procne (Philomèle et progné)
- El filòsof escita (Le philosophe scythe)
- Un foll i un docte (Un Fou et un Sage)
- Un foll que ven saviesa (Le Fou qui vend la Sagesse)
- La fortuna i el minyó (La Fortune et le Jeune Enfant)

(11 faules)

## G
- El gaig empolainat amb les plomes del paó (Le Geai paré des plumes du paon)
- El gall, el gat i el ratolí (Le cochet, le chat, et le souriceau)
- El gall i el renard (Le coq et le renard)
- El gall i la perla (Le coq et la perle)
- La gallina dels ous d'or (La poule aux œufs d'or)
- La garsa (Le héron)
- El gat i el rat (Le chat et le rat)
- El gat i el ratolí (Le chat et la souris)
- El gat i el renard (Le chat et le renard)
- El gat i el vell ratot (Le chat et un vieux rat)
- El gat i els dos pardals (Le chat et les deux moineaux)
- El gat, la mostela i el conillet (Le chat, la belette, et le petit lapin)
- El gat vell i el ratolí (Le vieux chat et la jeune souris)
- La gata convertida en dona (La chatte métamorphosée en femme)
- La gla i la carbassa (Le gland et la citrouille)
- El gos al qual han tallat les orelles (Le chien à qui on a coupé les oreilles)
- El gos que abandona la seva presa per l'ombre (Le chien qui lâche sa proie pour l'ombre)
- Del gos que porta a coll el berenar del seu amo (Le chien qui porte à son cou le diné de son maître)
- La gossa i la seva companya (La lice et sa compagne)
- La granota i el ratot (La Grenouille et le Rat)
- La granota que vol fer-se tan grossa com el bou (La Grenouille qui veut se faire aussi grosse que le Bœuf)
- Les granotes que demanen un rei (Les Grenouilles qui demandent un Roi)
- La guineu, el simi i els animals (Le renard, le singe, et les animaux)
- La guineu i el bust (Le renard et le buste)

(24 faules)

## H
- L'home entre les dues edats i les dues amants (L'Homme entre deux âges et ses deux maîtresses)
- L'home i la colobra (L'Homme et la Couleuvre)
- L'home i la puça (L'Homme et la Puce)
- L'home i la seva imatge (L'Homme et son image)
- L'home i l'ídol de fusta (L'Homme et l'Idole de bois)
- L'home que corre a l'encalç de la fortuna i l'home que l'espera des del llit (L'Homme qui court après la fortune et l'Homme qui l'attend dans son lit)
- L'Horòscop (L'Horoscope)

(7 faules)

## I
- La ingratitud i la injustícia dels homes envers la fortuna (L'ingratitude et l'injustice des Hommes envers la Fortune)

(1 faula)

## J
- El jardiner i el seu senyor (Le Jardinier et son Seigneur)
- La jove fadrina (La Fille)
- Júpiter i el masover (Jupiter et le Métayer)
- Júpiter i el passatger (Jupiter et le Passager)
- El jutge àrbitre, l'hospitaler i el solitari (Le Juge arbitre, l'Hospitalier, et le Solitaire)

(5 faules)

## L
- Els lladres i l'ase (Les voleurs et l'âne)
- La llebre i la perdiu (Le Lièvre et la Perdrix)
- La llebre i la tortuga (Le Lièvre et la Tortue)
- La llebre i les granotes (Le Lièvre et les Grenouilles)
- El llenyataire i Mercuri (Le Bûcheron et Mercure)
- El lleó (Le Lion)
- El lleó abatut per l'home (Le Lion abattu par l'Homme)
- El lleó, el llop i el renard (Le Lion, le Loup, et le Renard)
- El lleó, el simi i els dos ases (Le Lion, le Singe, et les Deux Ânes)
- El lleó enamorat (Le Lion amoureux)
- El lleó i el caçador (Le Lion et le Chasseur)
- El lleó i el mosquit (Le Lion et le Moucheron)
- El lleó i la rata (Le Lion et le Rat)
- El lleó i l'ase van de cacera (Le Lion et l'Âne chassantxx)
- El lleó malalt i la guineu (Le Lion malade et le Renard)
- El lleó que s'ha fet vell (Le Lion devenu vieux)
- El lleó se'n va a la guerra (Le Lion s'en allant en guerre)
- La lleona i l'ossa (La Lionne et l'Ourse)
- La lletera i el pot de llet (La Laitière et le Pot au lait)
- El llop esdevingut pastor (Le Loup devenu Berger)
- El llop i el caçador (Le Loup et le Chasseur)
- El llop i el gos (Le Loup et le Chien)
- El llop i el gos magre (Le Loup et le Chien maigre)
- El llop i el renard (Llibre onzè) (Le Loup et le Renard)
- El llop i el renard (Llibre dotzè) (Le Loup et le Renard)
- El llop i els pastors (Le Loup et les Bergers)
- El llop i la cigonya (Le Loup et la Cigogne)
- El llop i l'anyell (Le Loup et l'Agneau)
- El llop, la cabra i la primala (Le Loup, la Chèvre, et le Chevreau)
- El llop, la mare i el noi (Le Loup, la Mère, et l'Enfant)
- El llop pledeja contra el renard en presència del simi (Le Loup plaidant contre le renard par-devant le singe)
- Els llops i les ovelles (Les Loups et les Brebis)

(32 faules)

## M
- El malcasat (Le mal Marié)
- El mal de gota i l'aranya (La goutte et l'araignée)
- El marit, la dona i el lladre (Le Mari, la Femme, et le Voleur)
- El marxant, el gentilhome, el pastor i el fill del rei (Le Marchand, le Gentilhomme, le Pâtre, et le Fils de Roi)
- El masover, el gos i el renard (Le fermier, le chien, et le renard)
- Els membres i l'estómac (Les Membres et l'Estomac)
- Els metges (Les Médecins)
- El milà, el rei i el caçador (Le Milan, le Roi, et le Chasseur)
- El milà i el rossinyol (Le Milan et le Rossignol)
- El moliner, el seu fill i l'ase (Le Meunier, son Fils et l'Âne)
- La mona i el dofí (Le Singe et le Dauphin)
- La mort i el llenyataire (La Mort et le Bûcheron)
- La mort i el malaurat (La Mort et le Malheureux)
- La mort i el moribund (La Mort et le Mourant)
- La mosca i la formiga (La Mouche et la Fourmi)
- La mostela que entrà en un graner (La belette eentrée dans un grenier)
- El mul que es vanta de la seva genealogia (Le Mulet se vantant de sa généalogie)

(17 faules)

## N
- El noi i el mestre d'escola (L'Enfant et le Maître d'école)

(1 faula)

## O
- L'ocellaire, l'astor i l'alosa (L'Oiseleur, l'autour, et l'alouette)
- L'ocell ferit per una fletxa (L'Oiseau blessé d'une flèche)
- L'oracle et l'impiu (L'Oracle et l'Impie)
- Les orelles de la llebre (Les Oreilles du Lièvre)
- L'oreneta i els moixons (L'Hirondelle et les petits oiseaux)
- L'os i el devot dels jardins (L'Ours et l'Amateur des jardins)
- L'os i els dos companys (L'Ours et les deux Compagnons)
- L'ostra i els litigants (L'Huitre et les plaideurs)

(8 faules)

## P
- El paixà i el marxant (Le Bassa et le marchand)
- El pagès i els seus fills (Le Laboureur et ses enfants)
- El paó que es planyia a Juno (Le Paon se plaignant à Junon)
- Paraula de Sòcrates (Parole de Socrate)
- El part de la muntanya (La Montagne qui accouche)
- El pastor i el lleó (Le Pâtre et le lion)
- El pastor i la mar (Le Berger et la mer)
- El pastor i el rei (Le Berger et le roi)
- El pastor i el seu ramat (Le Berger et son troupeau)
- El peixet i el pescador (Le Petit Poisson et le Pêcheur)
- Els peixos i el cormorà (Les Poissons et le Cormoran)
- Els peixos i el pastor que toca la flauta (Les Poissons et le Berger qui joue de la flûte)
- La perdiu i els galls (La Perdrix et les coqs)
- El plaga i els peixos (Le Rieur et les poissons)
- El poder de les faules (Le Pouvoir des Fables)
- El porc, la cabra i el moltó (Le Cochon, la chèvre et le mouton)
- El pot de terrissa i el pot de ferro (Le Pot de terre et le Pot de fer)

(17 faules)

## Q
- La querella dels gossos i els gats i la dels gats i les rates (La Querelle des Chiens et des Chats, et celle des Chats et des Souris)

(1 faula)

## R
- El rat i l'ostra (Le Rat et l'Huître)
- El ratolí i l'elefant (Le Rat et l'Éléphant)
- El ratolí metamorfosat en noia (La souris métamorphosée en fille)
- La rata de ciutat i la rata camperola (Le Rat de ville et le Rat des champs)
- La rata-pinyada i les dues mosteles (La chauve-souris et les deux belettes)
- La rata que s'ha retirat del món (Le Rat qui s'est retiré du monde)
- Les rates i el mussol (Les souris et le chat-huant)
- El rat-penat, l'esbarzer i l'ànec (La chauve-souris, le buisson et le canard)
- El renard anglès (Le Renard anglais)
- El renard, el llop i el cavall (Le renard, le loup, et le cheval)
- El renard escuat (Le Renard ayant la queue coupée)
- El renard i el boc (Le renard et le bouc)
- El renard i els galls dindis (Le Renard et les Poulets d'Inde)
- El renard i els raïms (Le Renard et les Raisins)
- El renard i la cigonya (Le Renard et la Cigogne)
- El renard, les mosques i l'eriçó (Le Renard, les Mouches, et le Hérisson)
- Res de massa (Rien de trop)
- El roure i la canya (Le chêne et le roseau)

(18 faules)

## S
- El sabater i el financer (Le Savetier et le Financier)
- El sàtir i el vianant (Le Satyre et le Passant)
- El serpent i la llima (Le Serpent et la Lime)
- El simi (Le Singe)
- El simi i el gat (Le Singe et le Chat)
- El simi i el lleopard (Le Singe et le Léopard)
- Simònides preservat pels déus (Simonide préservé par les dieux)
- El sol i les granotes (Le Soleil et les Grenouilles)
- Somni d'un habitant del Mogol (Le Songe d'un habitant du Mogol)

(9 faules)

## T
- Testament explicat per Isop (Testament expliqué par Ésope)
- Tirsis i Amarant (Tircis et Amarante)
- El torrent i la riera (Le Torrent et la Rivière)
- La tortuga i el dos ànecs (La Tortue et les deux Canards)
- El tresor i els dos homes (Le Trésor et les deux Hommes)
- El tribut que els animals van enviar a Alexandre (Tribut envoyé par les Animaux à Alexandre)

(6 faules)

## U
- L'ull de l'amo (L'Œil du Maître)

(1 faula)

## V
- La vedella, la cabra i el marrà, en societat amb el lleó (La Génisse, la Chèvre et la Brebis, en société avec le Lion)
- La vella i les dues serventes (La Vieille et les deux Servantes)
- El vell i els seus fills (Le Vieillard et ses Enfants)
- El vell i els tres joves (Le Vieillard et les Trois Jeunes Hommes)
- El vell i l'ase (Le Vieillard et l'Âne)
- La vídua jove (La Jeune Veuve)
- Els voltors i els coloms (Les Vautours et les Pigeons)

(7 faules)

## X
- El xarlatà (Le Charlatan)

(1 faula)

## Z
- Zeus i els trons (Jupiter et les tonnerres)

(1 faula)